# Distretto di Nankai
Il distretto di Nankai (cinese semplificato: 南开区; cinese tradizionale: 南開區; mandarino pinyin: Nánkāi Qū) è un distretto di Tientsin. Ha una superficie di 40,64 km² e una popolazione di 790.000 abitanti al 2004.

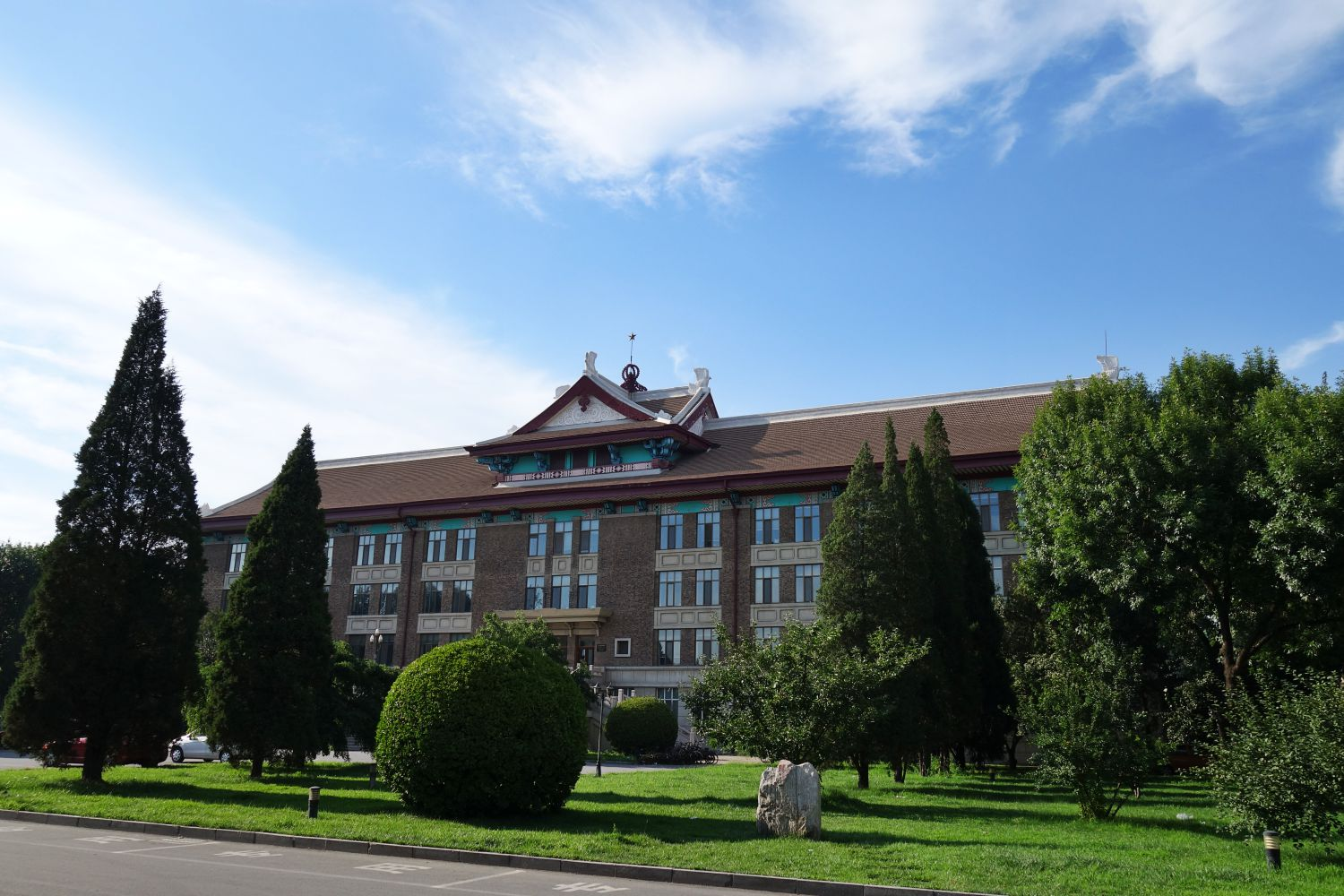
Tianjin University